# 铜陵市融媒体中心
铜陵市融媒体中心（Tongling Media Center）是一家位于中华人民共和国安徽省铜陵市的地级媒体机构，为中共铜陵市委直属事业单位，行政级别为正县级，统一运营该市域范围内的报纸、广播、电视、网站和新媒体，成立于2019年8月22日。该中心总部驻铜官区义安大道北501号。铜陵市融媒体中心，是中共铜陵市委、铜陵市人民政府对外宣传的官方媒体，在当地具有极大影响力。

## 历史沿革

### 广播事业

#### 早期广播事业
1953年1月，原安庆专区铜官山矿务局开始对矿区人民提供有线广播服务，标志着铜陵市广播事业的开端。当时该广播站既无自办节目，也无法转播中央人民广播电台及安徽人民广播电台节目，只向当地人民播放唱片录音。:8-221961年3月，升格为铜陵市广播站，并开设自办专题节目。:8-22然而，因此时中国大陆正在爆发文化大革命，到1967年底，广播站被造反派控制，只能转播中央人民广播电台第一套节目。直到1973年上半年，广播站才恢复自办节目。:8-22

#### 铜陵人民广播电台
1982年12月6日，铜陵市广播事业局行文向上级部门申请开办无线电台。1983年4月30日，中华人民共和国中央广播电视部技术局以（83）广技术78号文同意筹建中的铜陵人民广播电台频率为1107千赫，发射功率为1千瓦，覆盖半径为30公里。自此，铜陵人民广播电台开始筹建。6月13日，铜陵市无线电管理委员会为人民广播电台颁发广播电台执照。:27-359月29日，经市政府同意，铜陵人民广播电台开办。:27-35:971-9721984年元旦及春节，铜陵人民广播电台两次试播成功。:971-972随后，自当年7月1日开始，该电台不间断播出。9月30日正式播音。:27-35该台通过无线和有线两种方式向铜陵市全境及贵池县（今池州市贵池区）东北部地区广播。:971-972
1984年9月30日下午，铜陵人民广播电台及铜陵电视台在铜陵市五松山剧场（今五松山剧院）举行开播典礼，安徽省广播电视厅、当地党政军主要领导、周边地区电视台负责人及铜陵有色金属公司负责人出席。:971-972当晚7时整，时任市长张润霞按下发射机按钮宣告铜陵电视台及铜陵人民广播电台开播。:11銅陵人民廣播電臺為副縣級編制全民撥款事業單位。:1606-1604
1985年上半年，因市区长江路扩宽，原建设于1970年代的长江路有线广播干线被拆除。故市广播电视局向市人民政府写出公告要求拨款修复广播干线。因当年铜陵市财政困难，加之當地居民的收音機保有量迅速增加，:1606-1604经市政府批准，铜陵市区有线广播干线在1985年10月1日之前被清除，铜陵人民广播电台的有线广播停止服务。:8-221987年，全市市区有线广播网彻底瘫痪，仅保留无线广播至今，但在市郊以及附近廠礦有綫廣播依然存在，直到1990年代有綫電視普及，才取代有綫廣播。:1609
1998年，當地財政拨款60万元建設首個调频立体声广播电台，隸屬於銅陵人民廣播電臺，為副科级建制，编制9人。1999年1月1日，调频立体声广播开播，呼號“銅陵文藝廣播電臺”，播出频率为88.7Mhz。:1606-1604

### 电视事业

#### 电视转播阶段
1970年9月，当地政府购置第一台黑白电视机，标志着铜陵电视广播的开端。:971-972:1615-1616至1979年，全市拥有电视机300台。:971-9721977年1月，中华人民共和国中央广播事业局（今国家广播电视总局）在合肥召开华东片电视频率规划会议，同意铜陵市建立一座发射频率1千瓦的电视转播台，在9频道播出彩色及黑白电视节目。于是，铜陵市广播事业局（今铜陵市文化广电新闻出版局）在1977年1月7日向市委提交要求建立铜陵市电视转播台的报告，并在2月1日向安徽省广播事业局（今安徽省广播电视局）提交，要求在海拔58.2米的铜陵市广播大楼六层上建立电视转播台。:971-972:1615-1616
1978年8月28日，经铜陵市编制委员会铜编字（78）49号文件批准，铜陵电视转播台成立，隶属于铜陵市广播事业局:27-35:971-972；9月中旬，架设蝙蝠翼天线，首次向全市试验转播；:971-97210月1日正式转播中央电视台第一套节目和来自合肥大蜀山发射台的安徽电视台节目。:971-9721979年1月1日，开始转播中央广播电视大学课程。:8-22:1615-1616

#### 铜陵电视台
随着中国大陆推行改革开放政策，铜陵市人民的生活水平迅速提高。据当地政府不完全统计，1981年12月，当地居民购买的电视机数量达到一万台；1983年9月，增加到两万台以上。在此背景下，1983年9月初，铜陵市广播电视局向市人民政府要求铜陵电视转播台应增加一个频道以转播安徽电视台节目，使铜陵电视转播台可以自办节目。9月15日，当地政府以铜发（83）098号文件批准该报告，自此，铜陵电视台开始筹建。:27-35983年12月16日，中华人民共和国广播电视部下发文件，铜陵电视台的自办节目在VHF第9频道播出，发射功率1千瓦，发射半径为30公里。1984年5月19日，铜陵电视台开始试播自办节目。:971-972当天，该电视台播出的节目有：:171-178:1615-1616
|  | 五月十九日 十九点三十五分： （1）故事片《小小得月楼》 （2）香港电视连续剧《陈真》(一，二集) （3）日本电视连续剧《血疑》(一，二集) 五月二十日 八点三十分重播 |

5月19日至9月29日，该台仅在周六晚上播出电视剧录像，然后周日上午重播。:171-178
1984年9月30日晚上，铜陵电视台、铜陵人民广播电台举行开播典礼，宣布正式开播。:971-972当晚7时35分，铜陵电视台向全市人民公告：:171-178
|                           | 本台自1984年9月30日正式播出。 铜陵电视台的播出频道为九频道。 |
| ——《铜陵电视台公告》:8-22 |                                                              |

铜陵电视台开播以后，每周播自己摄制的新闻节目一次，在星期六晚上播出。每周播自办文艺节目三次，安排在每周二、 四、六晚上播出。当时，铜陵市区以及铜陵县的大部分地区都能较清晰地收看到铜陵电视台的节目。:27-35:1615-1616
1997年6月，銅陵電視台結束手動播出的歷史，開始全天懸掛台標。:1615-1616

### 有线电视事业
1991年6月，铜陵电视台成立有线电视事业筹备小组，安装并调试有线电视播出系统，输出频率为300MHz，同時在城區部分小區試運行有綫電視服務。:1610-161110月，市區有綫電視用戶已達到2,000餘戶。:1610-1611
1995年7月，銅陵有线电视业务从銅陵电视台分开，原有线电视事业筹备小组改為銅陵有线广播电视台筹备组。:1610-1611

### 广电合并后
根据中共安徽省委办公厅、安徽省人民政府办公厅《关于印发＜关于整合组建市县广播电视台的意见＞的通知》（厅[2010]27号）和省编办《关于同意整合组建銅陵市广播电视台的批复》（皖编办[2010]128号），2010年6月13日，铜陵电视台、铜陵人民广播电台合并组建铜陵广播电视台，7月5日正式掛牌。:1616

## 旗下资产

### 电视频道
| 頻道名稱     | 语言   | 广播格式                    | 啟播時間 | 频道前身   | 備註                                                                         | 備註 |
| 新闻综合频道 | 普通話 | SD: PAL 576i 16:9 HD: 1080i |          | 铜陵电视台 | 铜陵市第一个无线电视频道，以新聞、時事、專題類節目為主的综合性电视频道       |      |
| 公共频道     | 普通話 | SD: PAL 576i 16:9 HD: 1080i |          |            | 以生活服务节目和铜陵市下辖各县级行政区之自制电视節目為主的政策性综合電視頻道 |      |
| 教育科技频道 | 普通話 | SD: PAL 576i 16:9 HD: 1080i |          |            | 以播出科学教育知识為主的电视频道                                             |      |

### 广播频率
| 頻道名稱     | 语言   | 频道频率 | 啟播時間 | 频道前身         | 備註                                                                     |
| 综合广播     | 普通話 | FM95.9   |          | 铜陵人民广播电台 | 铜陵市第一个广播频率，以新聞、時事、專題、公益、監督類節目為主的綜合頻率 |
| 交通生活广播 | 普通話 | FM98.7   |          |                  | 主要為駕車人士服務的頻率，提供路況播報、生活資訊、服務類節目             |

## 註腳
1. 1 2 3 4 5 6 7 8 9 10 11 12 13  铜陵市志（1990年），第971-972页
2. ↑  . www.tl.gov.cn.   [2023-08-02]. （原始内容存档于2023-08-02）.
3. 1 2 3 4 5 6  铜陵市广播电视志（1985年），第8-22页
4. 1 2 3 4 5 6  铜陵市广播电视志（1985年），第27-35页
5. ↑  铜陵市广播电视志（1985年），第11页
6. 1 2 3  铜陵市志（2014年），第1604-1606页
7. ↑  铜陵市志（2014年），第1609页
8. 1 2 3 4 5 6  铜陵市志（2014年），第1615-1616页
9. 1 2 3  铜陵市广播电视志（1985年），第171-178页
10. 1 2 3  铜陵市志（2014年），第1610-1611页
11. ↑  铜陵市志（2014年），第1616页
12. 1 2 3 4 5  . 中华人民共和国国家广播电视总局. 2014-01-16  [2024-02-27]. （原始内容存档于2024-02-05）.
13. ↑  . 铜陵市教体局. 2024-01-26  [2024-03-14]. （原始内容存档于2024-03-14）.
14. ↑  . 安徽省应急管理厅. 2021-11-05  [2024-03-14]. （原始内容存档于2024-03-14）.